# Бєлки (Псковська область)
Бєлки (рос. Белки) — присілок в Опочецькому районі Псковської області Російської Федерації.
Населення становить 103 особи. Входить до складу муніципального утворення Варигинська волость.

## Історія
Від 2015 року входить до складу муніципального утворення Варигинська волость.

## Населення
| 2001 | 2002 | 2010 | 2014 | 2015 | 2016 |
| ---- | ---- | ---- | ---- | ---- | ---- |
| 139  | ↘118 | ↘99  | ↗105 | ↗110 | ↘103 |